# Soin infirmier en psychiatrie
Les soins infirmiers en psychiatrie et en santé mentale partagent avec les soins des autres pathologies le souci de la prévention, du bien-être et du suivi des patients. L'aspect relationnel du métier est cependant renforcé. 

## Perspectives historiques
Au XVIIIe siècle en Europe, un personnel laïc commence à remplacer les religieuses dans les asiles chargés de garder les « fous ». Ces gardiens  
d'asiles ne sont pas formés et sont parfois recrutés parmi les anciens pensionnaires. Jean-Baptiste et Marguerite Pussin sont deux surveillants célèbres pour leur approche humaine des malades. Ainsi, en France, il faut attendre la loi de 1838 pour que les recrutements des surveillants ne s'effectuent plus auprès des anciens aliénés. Au courant du XXe siècle et avec la reconnaissance du métier d'infirmier et une meilleure prise en charge des maladies mentales, le soin en santé mentale se professionnalise.

## Missions
Les soins infirmiers nécessitent d'observer les signes cliniques, donc en ce qui concerne la santé mentale la sémiologie des troubles de l'humeur, des troubles psychotiques, anxieux ou obsessionnels compulsifs. L'examen clinique infirmier permet par exemple de déceler les besoins exprimés par un patient lors d'un accès de démence, d'en comprendre les causes biopsychologiques et de proposer une intervention adaptée. Comme pour les autres spécialités, l’infirmier en psychiatrie articule des actes relevant de sa compétence propre, pris en collaboration ou sur prescription.
Par rapport aux autres domaines d'exercice, la relation de soin en psychiatrie implique davantage d'engagement relationnel, d'autonomie et de subjectivité en raison de la nature de la souffrance psychique, moins objectivable qu'une lésion. La construction de l’alliance thérapeutique se confronte à des pratiques parfois coercitives comme la contention.

## Pratique

### Traitement neurophysiologique

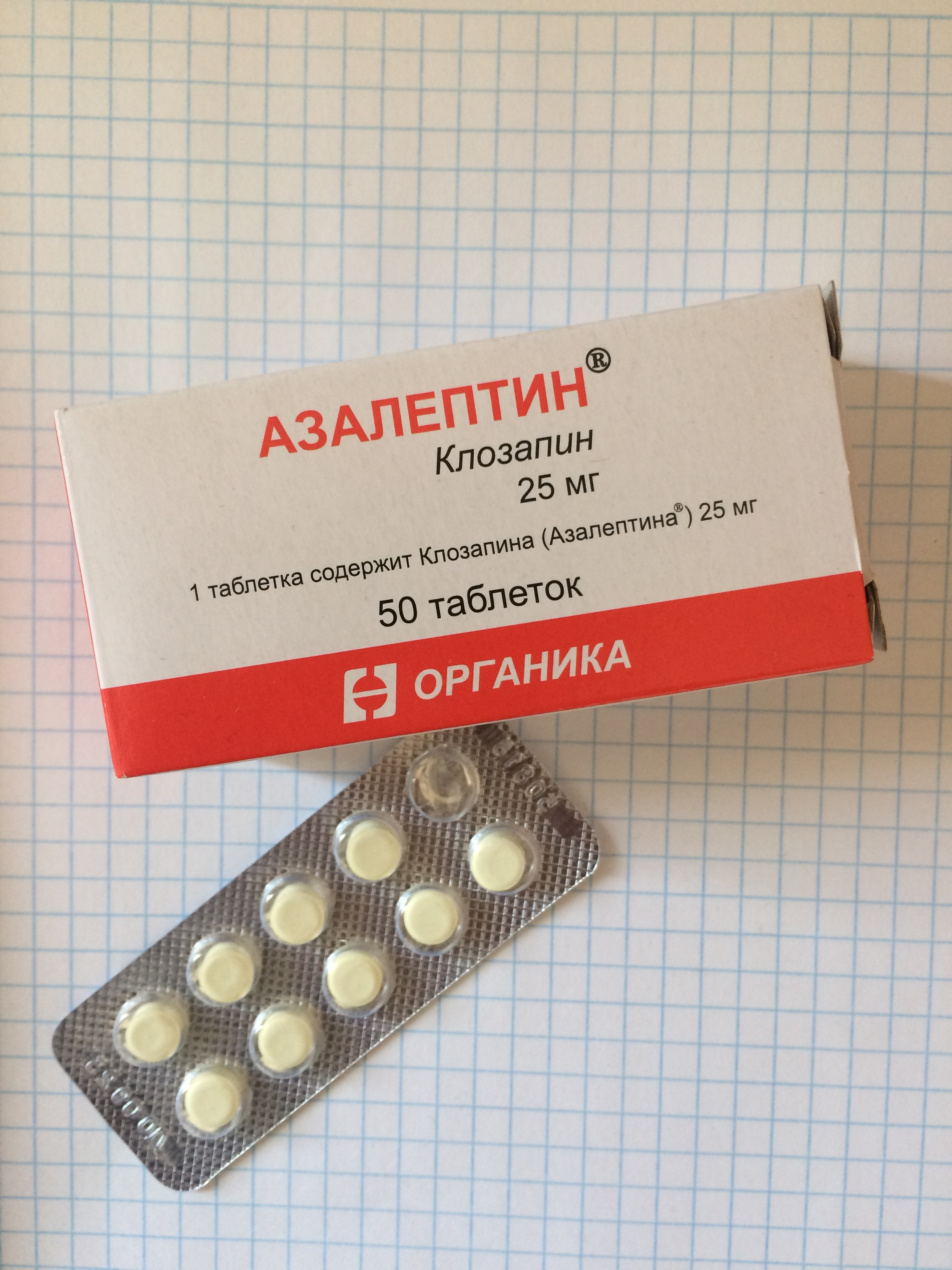
Clozapine utilisée dans le traitement de la schizophrénie résistante. La médication ' des patients manifestant les symptômes comportementaux de la démence est l'un des enjeux de la démarche clinique infirmière.

Les infirmiers administrent les médicaments psychotropes (antidépresseurs, anxiolytiques, hypnotiques, etc.), souvent sous prescription, en veillant à l’éducation thérapeutique du patient et aux effets secondaires de ces produits.
Les techniques de neurostimulation (électrochocs)comme la sismothérapie sont également mis en œuvre sous la prescription d'un médecin, notamment pour les troubles de l'humeur, la schizophrénie ou le trouble obsessionnel compulsif. Ce type de mesure vient répondre à une urgence ou à un échec de la prise de médicaments.

### Soins relationnels
Les différents entretiens permettant d'entrer en relation avec le patient sont donc particulièrement stratégiques pour cette spécialité. L'entretien d'aide, principalement non-directif, vise à comprendre le ressenti du patient et à l'aider à prendre du recul sur sa souffrance, tandis que l’entretien de préparation à la sortie permet une évaluation globale du projet de soins et l'accompagnement du patient dans la suite du parcours hors de l’établissement. L'entretien motivationnel aide quant à lui le patient à interroger ses propres attentes afin de ne pas l'enfermer dans une situation subie et à explorer la part saine de sa subjectivité. Il participe de la qualité du lien à forger par le soignant.
Les activités à visée thérapeutique, individuels ou collectifs, participent également de ces soins relationnels.

### Sous contrainte
En psychiatrie, une partie des soins peut s'exercer sous contrainte lorsque la maladie altère les capacités de discernement et handicape sérieusement la relation à soi, aux autres et à son environnement. La pratique de l'isolement et de la contention sont des pratiques répandues, cependant considérées comme extrêmes par le Comité européen pour la prévention de la torture et des peines ou traitements inhumains ou dégradants. Plusieurs facteurs modulent la perception des soignants face à la coercition, comme le contexte, l’absence d’alternative, l'escalade de la tension générée par la contrainte et l'évaluation du risque.
Les soignants sont susceptibles d'être psychologiquement affectés par la violence causée par l'agitation du malade et par l'obligation de recourir à la contrainte, requise lorsque la sécurité des uns et des autres est menacée. Elle heurte les valeurs de la profession, comme l’empathie et la préservation du lien thérapeutique. La décision de la contention par l’infirmier dépend à la fois du cadre de l'institution, du rapport à la procédure et des émotions mises en jeu. Par contraste, les pratiques coercitives montrent l'importance de la formation du personnel (par exemple aux techniques de désescalade de la violence et du temps de parole avec les patients), le ratio infirmier/patient ou encore la présence d'une salle d'isolement.